# Перкис, Дамьен
Дамье́н Перки́с (фр. Damien Perquis; род. 10 апреля 1984 года в Труа, Франция) — французский футболист, который после приобретения польского гражданства выступал за сборную Польши.

## Карьера

### Клубная
Перкис является воспитанником «Труа». Он играл в Лиге 2 за «Труа» в течение 2 лет, где был одним из лучших защитников лиги. В 2005 году Дамьен подписал контракт с клубом Лиги 1 «Сент-Этьен» как свободный агент. Через два года, не закрепившись в составе, Перкис был отдан в аренду «Сошо». В 2008 году «Сошо» выкупил его контракт.
29 августа 2012 года Дамьен подписал трёхлетний контракт (с возможностью продления на год) с испаниским «Бетисом».
26 января 2015 перешёл в «Торонто». 12 июля 2016 года его контракт с «Торонто» был прекращён по взаимному согласию сторон.
22 июля 2016 года Перкис в качестве свободного агента подписал двухлетний контракт с клубом английского Чемпионшипа «Ноттингем Форест». 27 августа 2016 года он впервые отличился за свой новый клуб, забив гол в домашней игре с «Лидс Юнайтед», закончившейся победой со счётом 3:1. 24 июля 2017 года контракт игрока с клубом был расторгнут по обоюдному согласию сторон.
В тот же день Перкис заключил трёхлетнее соглашение с клубом французской Лиги 2 «Газелек Аяччо».

### Национальная сборная
В декабре 2008 года Перкис заявил, что к нему проявляет интерес сборная Польши. В июле 2010 года главный тренер сборной Польши Францишек Смуда подтвердил эту информацию. В январе 2011 года сообщалось, что Дамьен подал бумаги на получение гражданства. Однако его семья потеряла некоторые необходимые документы, и поэтому Францишек Смуда обратился с просьбой к президенту Польши Брониславу Коморовскому оказать содействие в получение польского гражданства. В сентябре 2011 года Перкису было предоставлено польское гражданство.
Дамьен Перкис дебютировал в сборной Польши в матче против сборной Германии 6 сентября 2011 года. Игра закончилась вничью — 2:2.

### Международные голы
| #  | Дата             | Место               | Соперник | Счёт | Результат | Соревнование      |
| -- | ---------------- | ------------------- | -------- | ---- | --------- | ----------------- |
| 1. | 26 Мая 2012 года | Клагенфурт, Австрия | Словакия | 1-0  | 1-0 Поб.  | Товарищеский матч |